# Sirindhornia
Sirindhornia là một chi thực vật có hoa trong họ Lan.